# Mykonos
Mykonos (gr. Μύκονος, wym. [ˈmikonos]) – grecka wyspa na Morzu Egejskim, należąca do archipelagu Cyklady, położona między wyspami Tinos, Siros, Naksos oraz Paros.
Leży w administracji zdecentralizowanej Wyspy Egejskie, w regionie Wyspy Egejskie Południowe, w jednostce regionalnej Mykonos, w gminie Mykonos. Powierzchnia wyspy wynosi 86,125 km² (gmina obejmująca też wyspy Delos, Rhenia oraz kilka mniejszych – 105,5 km²). Zameldowani stali mieszkańcy 10 134 (dane za 2011 rok, faktyczna populacja wynosiła ok. 14 tys.).
Mykonos nazywana jest „Wyspą Wiatrów”, ze względu na bardzo silne wiatry zwane meltemi, które zwykle wieją od północy. Turystyka jest główną gałęzią przemysłu, a Mykonos słynie z tętniącego życiem nocnego życia i tego, że jest miejscem przyjaznym dla osób homoseksualnych, z wieloma placówkami obsługującymi społeczność LGBT   . Od wielu lat jest chętnie odwiedzana przez turystów ze względu na swój kosmopolityczny charakter oraz dobrze rozwiniętą bazę hotelową i rekreacyjną. Jest miejscem, gdzie można spotkać mnóstwo celebrytów, biznesmenów lub po prostu bogatych ludzi. W szczycie sezonu liczba przebywających na niej osób dochodzi do nawet 100 tys. dziennie.
Mieszkaniec Mykonos nazywa się Mykonios lub Mykoniatis.

## Historia

### Mitologia i starożytność

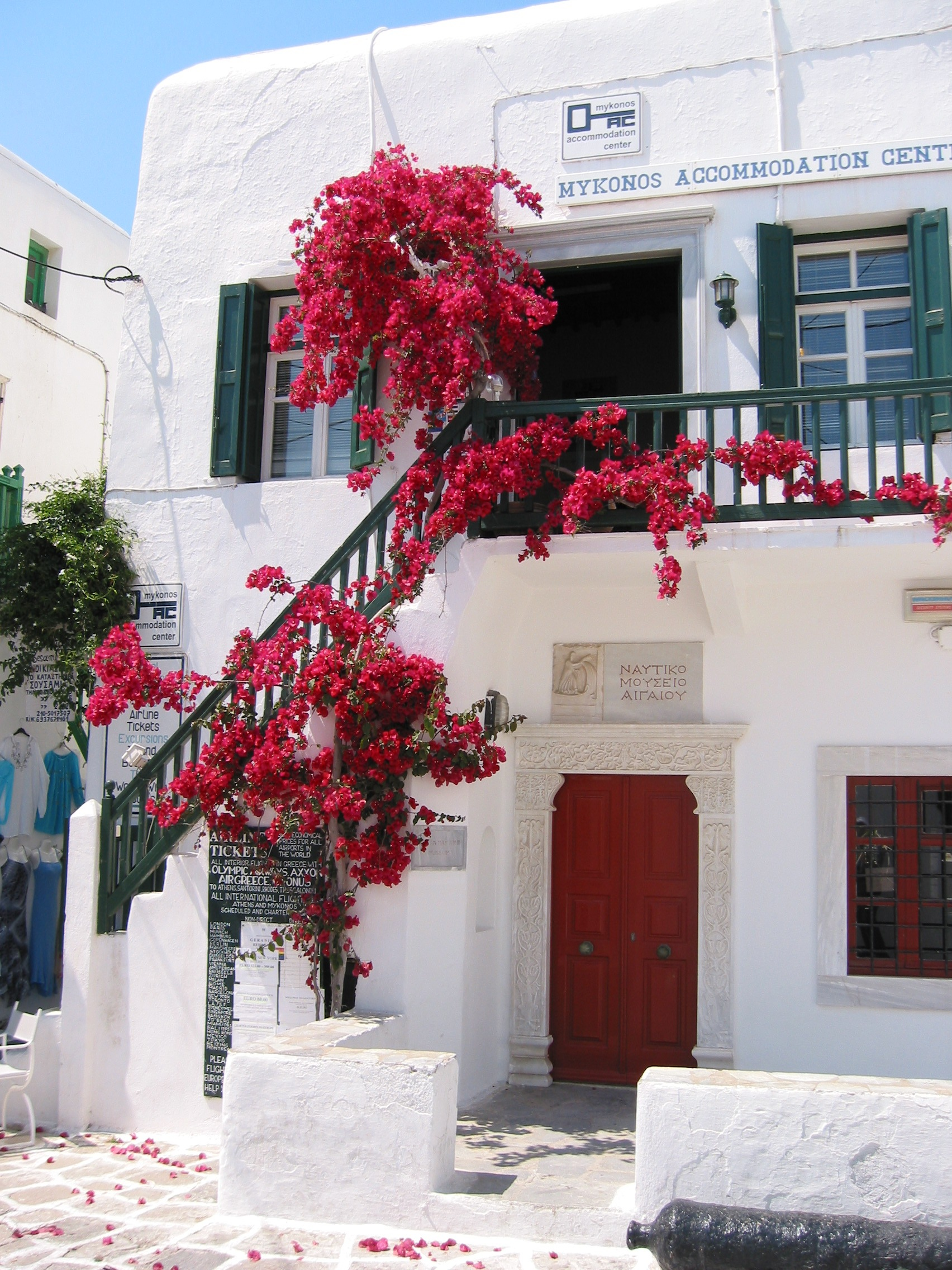
Budynek w Chorze. Na parterze Muzeum Morskie

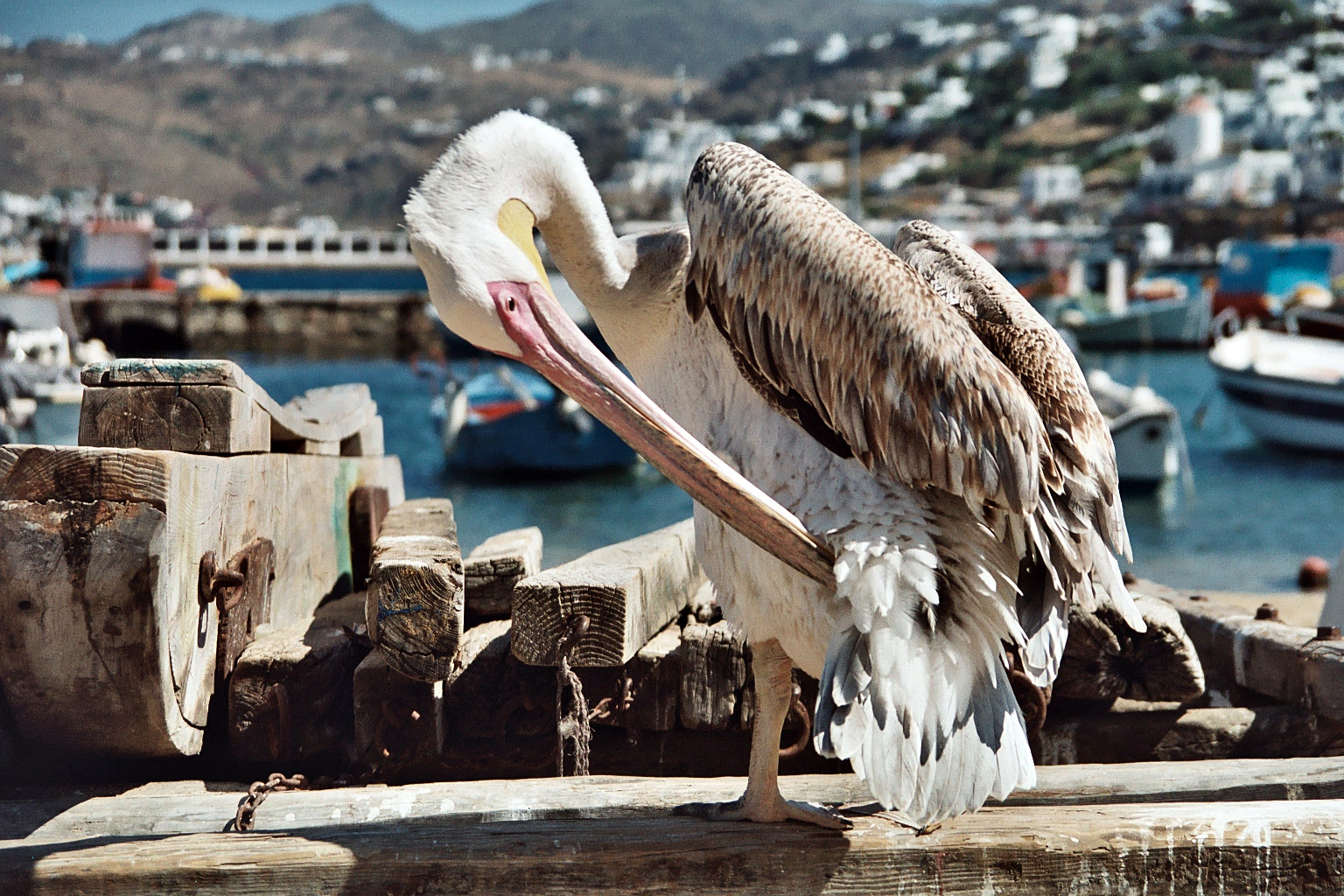
Pelikan Petros – maskotka wyspy

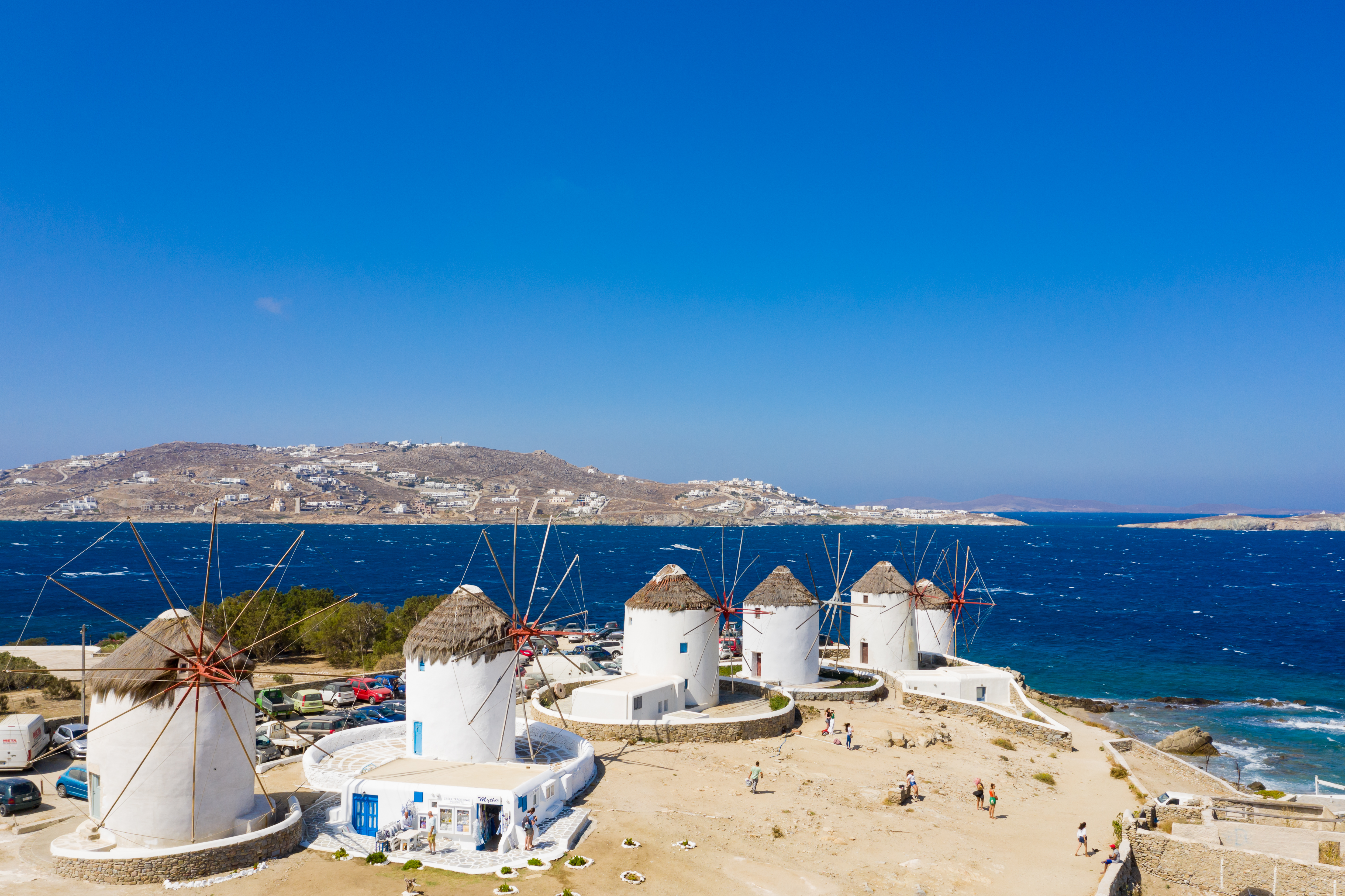
Wiatraki na Mykonos

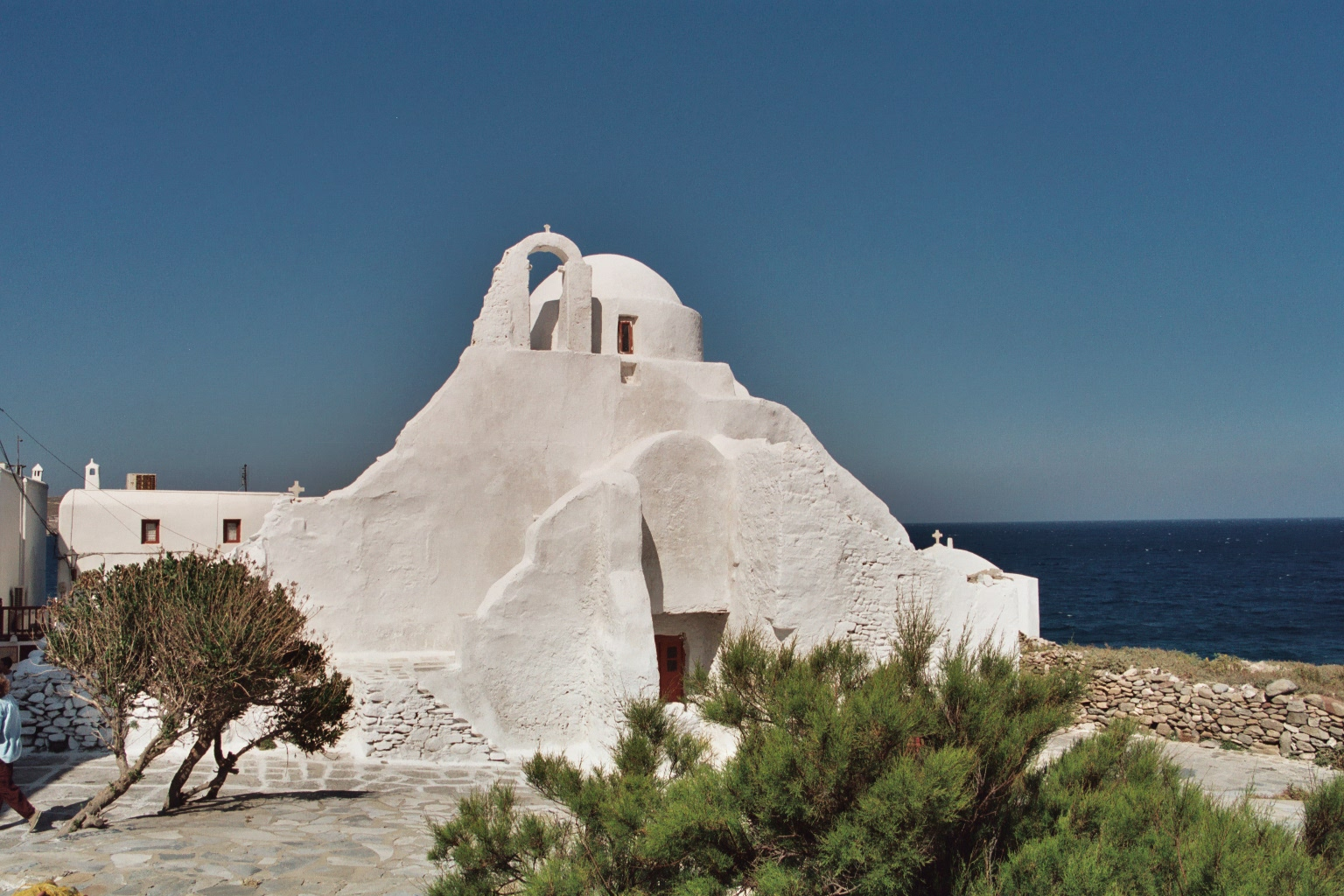
Cerkiew Panagia Paraportiani

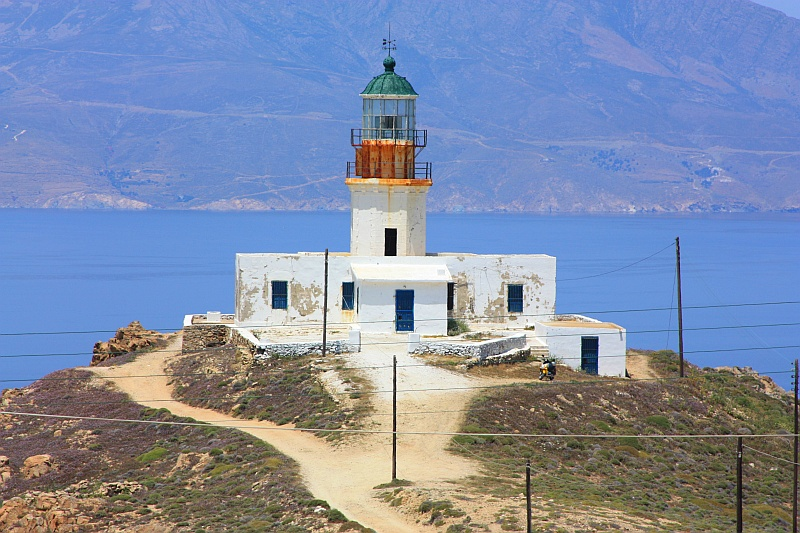
Latarnia morska Armenistis

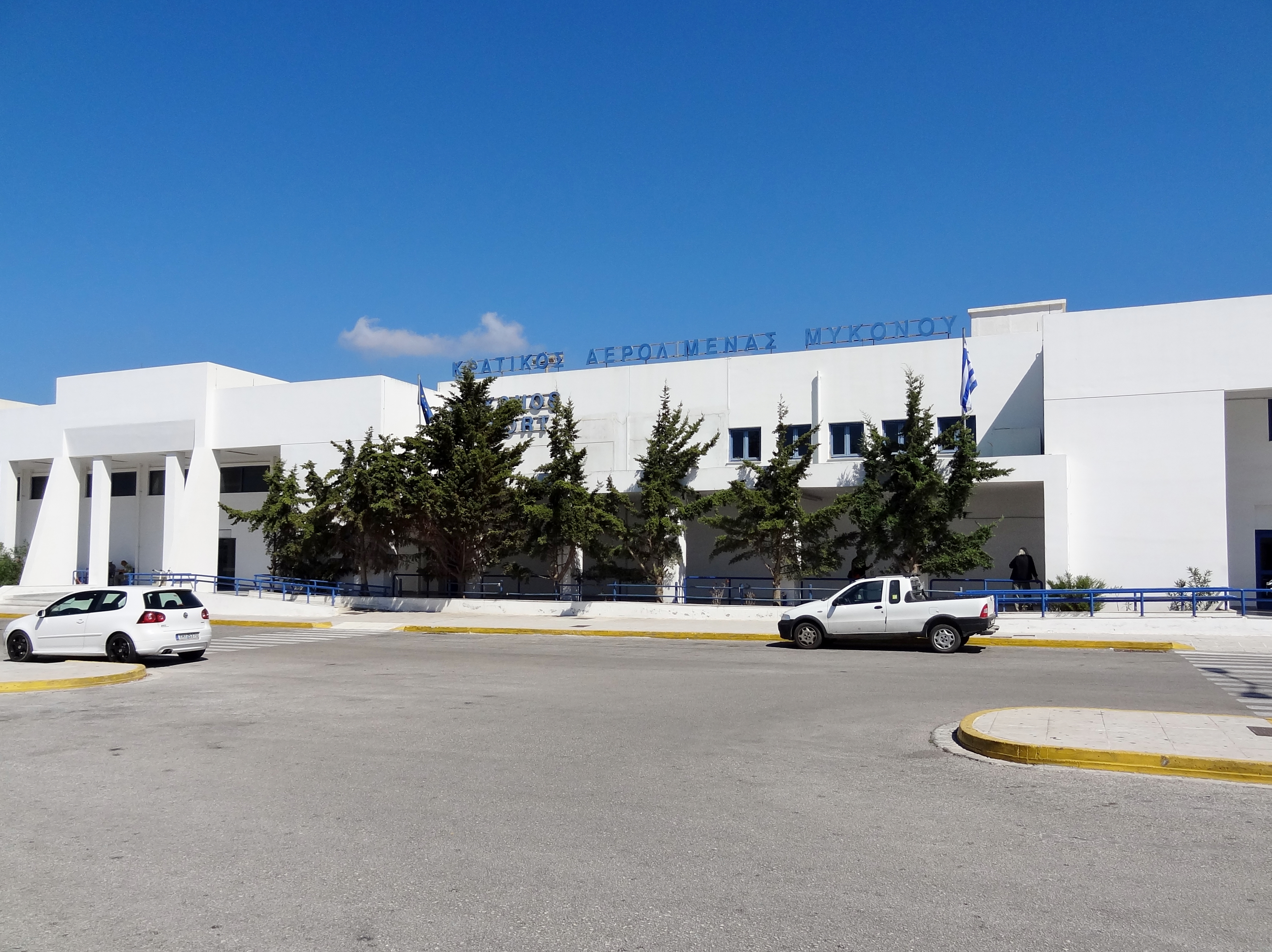
Lotnisko na Mykonos

Według mitologii wyspa została nazwana na cześć bohatera Mykonosa, syna Eneusza z Karistos (według Stefanosa z Bizancjum). Mykonos był ojcem Xanthippi, która karmiła go własnym mlekiem, gdy był więziony, aby nie umarł z głodu . Wyspa została najpierw skolonizowana przez Egipcjan, Fenicjan i Minojczyków, a następnie przez Jonów. Strabon wspomina, że mieszkańcy wyspy byli łysi, podczas gdy inni pisarze przesadnie opisują, że byli bezwłosi od dzieciństwa. Starożytni postrzegali ich za chciwych i nastawionych na dochód, co znalazło odzwierciedlenie w powiedzeniu „sąsiad Mykonios” . 
Archeolodzy znaleźli ślady jońskich osadników na Mykonos z około IX wieku p.n.e. Jednakże większość wykopalisk dowodzi, że osadnicy na wyspie pojawili się już około III tysiąclecia p.n.e. W zatoce Ftelia, na północnym wybrzeżu wyspy, na niskim wzgórzu zlokalizowana była osada z epoki neolitu. Najstarsze budynki zbudowane były ok. 5 tys. lat temu. Osadę zamieszkiwano przez kilka stuleci. Opuszczono ją mniej więcej w tym samym czasie, w którym opuszczono osadę na niezamieszkałej dziś wyspie Saliagos.
Mykonos zostało podbite przez Cesarstwo Rzymskie wraz z innymi wyspami, a następnie stało się prowincją Bizantyńczyków i zachowało swoje zwyczaje i religię prawosławną aż do początku XVIII wieku.

### Średniowiecze
W 1204 Konstantynopol został zdobyty przez uczestników IV krucjaty i powstało Cesarstwo Łacińskie. W kolejnych latach krzyżowcy rozpoczęli podbój wysp Morza Egejskiego. Tinos i Mykonos zostały podbite przez braci Andrzeja i Geremia Ghisi, należeli do słynnej rodziny Ghisi z Wenecji i byli siostrzeńcami doży Enrico Dandolo.
Andrzej został pierwszym łacińskim gubernatorem wyspy pod panowaniem księcia archipelagu Marco I Sanudo. Następcą Andrzeja został jego syn Bartłomiej I Ghisi, który na krótko przed śmiercią w 1303 roku otrzymał w prezencie Kiea i Serifos odbite przez Wenecjan z rąk Bizancjum. Ostatnim potomkiem rodziny, który władał Mykonos, był Jerzy III Ghisi, po którego bezpotomnej śmierci w 1390 wyspa została przekazana w ręce Republiki Weneckiej.
Wenecjanie rządzili Mykonos do 1537 roku, kiedy wyspa została zaatakowana przez Hayreddina, urodzonego w Grecji admirała osmańskiego sułtana Sulejmana Wspaniałego. Mykonos od tego czasu było w posiadaniu Turków, w przeciwieństwie do sąsiedniego Tinos, który pozostał z Wenecjanami przez około dwa stulecia.

### Nowożytność
Turcy pod przywództwem kapudana paszy narzucili system samorządu składający się z gubernatora i wyznaczonej rady syndyków. Kiedy zamek Tinos został zdobyty przez Turków w 1718 roku, ostatni z Wenecjan wycofał się z regionu.
Aż do końca XVIII wieku Mykonos prosperowało jako centrum handlowe, oprócz regularnych nalotów piratów, przyciągało wielu imigrantów z pobliskich wysp. W czerwcu 1794 roku w głównym porcie wyspy rozegrała się bitwa pomiędzy brytyjskimi i francuskimi okrętami.
W 1821 roku wybuchła wojna o niepodległość Grecji przeciwko Imperium Osmańskiemu, w której Mykonos odegrało ważną rolę. Arystokratka i bohaterka narodowa, Mando Mawrojenus, kierując się ideami oświecenia, poświęciła rodzinny majątek na walkę z Turkami. W 1830 roku Grecja stała się niepodległym państwem.
W 1887 roku, po zatonięciu angielskiego parowca VOLTA na północnym wybrzeżu wyspy, podjęto decyzję o budowie latarni morskiej „Varvoulakas” (obecnie Armenistis). Ostatecznie, w 1891 roku, budowę tego projektu podjęła i zakończyła francuska firma Lighthouse Company. Wysokość kamiennej latarni wynosi 19 metrów. Mechanizm oryginalnej lampy, wykonany przez firmę SAUTER LEMONIER, został nagrodzony przez Międzynarodową Wystawę Paryską i działał na szczycie latarni aż do 1983 roku. Od tego czasu jest eksponowany na dziedzińcu Muzeum Morskiego.

### Współczesność
W 1923 roku, po zakończeniu wojny grecko-tureckiej, uchodźcy z Azji Mniejszej osiedlili się na wyspie, wzbogacając społeczeństwo i kulturę, i uczynili Mykonos centrum włókienniczym.
Głównym miastem wyspy jest Chora, zabudowana jak wiele egejskich miast, małymi, gustownymi, białymi domami, o przeważającym, niebieskim kolorze stolarki drzwi i okien, bogato ukwieconymi, usytuowanymi wzdłuż wąskich, krętych uliczek. Atrakcją jest także lokalny, oryginalny styl budownictwa, nawiązujący jeszcze do epoki mykeńskiej i specyficznie ornamentowany.
Wyspa stała się popularna wśród turystów po II wojnie światowej. Chociaż jeszcze na początku lat 80. XX w. liczyła tylko ok. 3700 stałych mieszkańców (z czego ok. 2800 w głównym mieście Mykonos), już wówczas w sezonie codziennie przybywały na nią nawet po 2-3 duże statki wycieczkowe, cumujące na cały dzień na redzie Chory. Obsługa ich pasażerów stała się podstawą utrzymania miejscowej ludności. Wyspa nie ma wielu zabytków, ale liczne plaże i krystalicznie czyste morze przyciągają miłośników sportów wodnych. Istnieje rozbudowana sieć usług: rejsy żaglowe, jachty motorowe, jet ski, windsurfing, kitesurfing, nurkowanie.
Wyspa na tle innych greckich wyróżnia się największą otwartością dla turystów LGBT. Mykonos jest uznawane za jeden najpopularniejszych ośrodków wakacyjnych wybieranych przez gejów i lesbijki.

## Geografia

### Ukształtowanie
Rozciągłość wyspy ze wschodu na zachód wynosi ok. 14 km, z północy na południe ok. 10,5 km. Wyspa posiada bardzo rozbudowaną linię brzegową z licznymi zatokami i półwyspami. Największe zatoki to Korfos po stronie zachodniej (w niej główne miasto wyspy) oraz Panormai po stronie północnej. Wyspa jest górzysta. Najwyższy szczyt – Profitis Ilias Worna (gr. Προφήτης Ηλίας Βορνα; 386m n.p.m.) znajduje się w północno-zachodniej części wyspy. We wschodniej części wyspy wzniesienia przekraczają 340 m n.p.m. Nieliczne cieki wodne są krótkie, w większości okresowe.

### Klimat
| Miesiąc                          | Sty  | Lut  | Mar  | Kwi  | Maj  | Cze  | Lip  | Sie  | Wrz  | Paź  | Lis  | Gru  | Roczna |
| -------------------------------- | ---- | ---- | ---- | ---- | ---- | ---- | ---- | ---- | ---- | ---- | ---- | ---- | ------ |
| Średnie temperatury w dzień [°C] | 16.8 | 18.1 | 19.6 | 21.7 | 32.5 | 30.2 | 29.1 | 30.1 | 32.0 | 30.8 | 22.0 | 20.1 | 25,3   |
| Średnie dobowe temperatury [°C]  | 12.0 | 13.1 | 14.5 | 15.6 | 20.0 | 23.2 | 24.8 | 25.6 | 24.6 | 22.2 | 16.8 | 15.8 | 19,0   |
| Średnie temperatury w nocy [°C]  | 6.8  | 6.5  | 9.3  | 11.6 | 14.5 | 17.9 | 21.4 | 23.0 | 20.4 | 16.4 | 12.8 | 11.6 | 14,4   |
| Opady deszczu [mm]               | 21.0 | 6.8  | 46.8 | 0.8  | 0.0  | 0.2  | 0.0  | 0.0  | 15.2 | 50.0 | 8.8  | 71.2 | 220,8  |
| Źródło: penteli.meteo.gr (2020)  |      |      |      |      |      |      |      |      |      |      |      |      |        |

### Miejscowości
- Ajos Joanis
- Ajos Stefanos
- Ano Mera
- Ftelia
- Kalafati
- Mykonos (Chora)
- Ornos
- Platis Jalos
- Psaru
- Tourlos

## Atrakcje turystyczne i zabytki
- Pelikan Petros – oficjalna maskotka wyspy. Tu i ówdzie obecne pelikany są oswojone z ludźmi i chętnie podchodzą po jedzenie.
- Paraportiani – uznawana za najczęściej fotografowaną cerkiew w Grecji, składa się tak naprawdę z pięciu cerkwi połączonych w jedną na przestrzeni wieków.
- Wiatraki – XVI-wieczne murowane, okrągłe wiatraki o 12 skrzydłach z żaglami[3] są jednym z najbardziej rozpoznawalnych elementów krajobrazu wyspy.
- Mała Wenecja – położona naprzeciwko wiatraków część głównej miejscowości Chora, w której część XVIII- i XIX-wiecznych domów zbudowano bezpośrednio na granicy morza i lądu.
- Paliokastro i Monastiri – prawosławne kościoły - klasztory monastyry
- Muzeum Archeologiczne – bogaty zbiór rzeźby, ceramiki i biżuterii, począwszy od zbiorów z trzeciego tysiąclecia p.n.e., po okres późnogrecki[18]. Eksponaty pochodzą z Mykonos oraz okolicznych wysp.
- Muzeum Morskie – eksponaty związane z historią Mykonos, ale i generalnie szerszego regionu. Charakterystyczną jest okrętowa lufa armatnia umieszczona na uliczce przed wejściem.
- Latarnia Armenistis – latarnia morska o wysokości 19 metrów usytuowana na północno-zachodnim cyplu.
- Wycieczki na wyspę Delos, starożytne centrum handlu i siedziba ateńskiego Związku Morskiego, miejsce narodzin boga Apollo.

## Transport
W sezonie turystycznym port lotniczy Mykonos, poprzez loty czarterowe, łączy wyspę z wieloma lotniskami europejskimi oraz gości wiele samolotów prywatnych. W głównym porcie morskim wyspy – Νέο Λιμάνι (Neo Limani) cumują liczne promy i wycieczkowce oraz jachty. Komunikacja publiczna ogranicza się do kilku linii autobusowych, z ograniczoną liczbą kursów. Taksówki i VIP busy oferują usługi przez całą dobę, lecz liczą za nie na podstawie cennika, a nie taksometru. Działa wiele wypożyczalni samochodów, quadów, skuterów i – nieliczne – rowerów. Tak jak w przypadku noclegów, ceny oferowane na miejscu są znacząco wyższe od cen we wcześniejszej rezerwacji. Jazda większością dróg wymaga wzmożonej uwagi, ze względu na ich zmieniającą się szerokość oraz natężenie ruchu.

## Gastronomia i handel
Mykonos ma opinię wyspy o wysokim poziomie gastronomii, niemniej także znacznie droższej, niż większość Grecji. Najtańsze oferty łączone są ze smażalniami gyrosa. Podobnie znacząco wyższe są ceny żywności i napojów w ulicznym handlu detalicznym. Wysokie ceny nie dotyczą dużych, sieciowych supermarketów.